# Akani Songsermsawad
Akani Songsermsawad (thailändisch อรรคนิธิ์ ส่งเสริมสวัสดิ์, Spitzname Sunny; * 10. September 1995 in Bangkok), häufig Sunny Akani genannt, ist ein thailändischer Snookerspieler. Seit 2015 spielt er mit Unterbrechung als Profi auf der World Snooker Tour.

## Karriere

### Anfänge
Akani Songsermsawad wurde schon früh gefördert, er wurde von der Schule genommen und bekam Privatunterricht, damit ihm mehr Zeit für das Snookertraining blieb. Bereits mit 12 Jahren bekam er eine der Wildcards, als sein Heimatland die Amateurweltmeisterschaft ausrichtete. Er kam zwar nicht über die Gruppenphase hinaus, konnte aber vier seiner elf Partien gewinnen. Ein Jahr später durfte er am 6-Red Snooker International in Bangkok teilnehmen, wobei ihm ein Sieg mit 5:2 gegen den Snookerprofi Matthew Selt gelang. Mit 16 Jahren wurde er der jüngste Spieler des Thailand Professional Circuit. Im selben Jahr gewann er die U21-Meisterschaft seines Landes und spielte daraufhin auch bei der U-21-Weltmeisterschaft in Kanada, wo er das Viertelfinale erreichte. 2012 nahm er an der U21-Asienmeisterschaft teil, wo er nach überstandener Gruppenphase im Achtelfinale gegen Zhang Anda verlor. Bei der U21-Weltmeisterschaft im selben Jahr schied er in der Runde der letzten 32 aus.
Bei den Landesmeisterschaften von Thailand erreichte er 2014 das Halbfinale. Ein Jahr später gewann er in Peking die U21-Asienmeisterschaft mit 6:4 gegen den Chinesen Yuan Sijun. Als Turniersieger qualifizierte er sich automatisch für die Snooker Main Tour. Damit erhielt er Profistatus und die Berechtigung, in den folgenden beiden Spielzeiten an den Weltranglistenturnieren teilzunehmen.

### Erste Profijahre

#### Saison 2015/16 und 16/17
In seiner ersten Profisaison nahm Songsermsawad lediglich an der in Thailand ausgetragenen 6-Red World Championship und an der Snookerweltmeisterschaft teil. Bei ersterer siegte er in zwei von fünf Partien, für ein Weiterkommen reichte es dennoch nicht. In der ersten Qualifikationsrunde für die Snookerweltmeisterschaft verlor er in einem rein thailändischen Duell mit Thepchaiya Un-Nooh mit 9:10. Er beendete die Saison auf Weltranglistenplatz 123.
Direkt in der nächsten Saison zeigte Songsermsawad seine Qualitäten. Zwar verlor er in der Qualifikation für das Riga Masters mit 3:4 gegen Mark Selby, doch direkt im zweiten Saisonturnier – den Indian Open – zog er nach Siegen über Ben Woollaston, Jamie Burnett, Mark Davis und Gary Wilson ins Viertelfinale ein, wo er mit 2:4 gegen Kyren Wilson verlor. Nach einer 4:5-Auftaktniederlage bei den World Open erreichte er bei der 6-Red World Championship direkt das nächste Viertelfinale, was er mit 4:7 gegen Stuart Bingham verlor. Bei den Shanghai Masters verlor er in der Runde der letzten 96 gegen Rod Lawler, bei den European Masters in der Qualifikation gegen Anthony McGill. Bei den English Open – dem ersten von vier Turnieren der neu eingeführten Home Nations Series – verlor er nach einem Whitewash gegen Kurt Dunham mit 3:4 gegen Ali Carter. Bei der International Championship verlor er nach überstandener Qualifikation in der ersten Hauptrunde mit 4:6 gegen Marco Fu. Auch bei den Northern Ireland Open kam er weit, diesmal schied er in der Runde der letzten 32 gegen Kyren Wilson aus. Nach einer Auftaktniederlage bei der UK Championship zog er in die Runde der letzten 64 bei den Scottish Open ein, wo er Li Hang unterlag. In der Qualifikation für das German Masters besiegte er mit Graeme Dott einen Weltmeister und nachdem er auch Jack Lisowski besiegt hatte, zog er in die Runde der letzten 32 ein, wo er mit 0:5 gegen Zhao Xintong verlor. Bei den Welsh Open und den China Open verlor er jeweils seine erste Partie, zwischendurch erreichte er beim Shoot-Out die zweite Runde, wo er gegen David Gilbert verlor. In der Qualifikation für die Snookerweltmeisterschaft erreichte er nach einem 10:5 gegen Mei Xiwen und einem 10:9-Sieg über Joe Perry die letzte Qualifikationsrunde, wo er mit 3:10 gegen David Grace verlor. Auch wenn er seine Weltranglistenposition deutlich verbessern konnte, reichte Platz 79 nicht für eine Qualifikation für die nächste Saison. Doch eine erneute zweijährige Startberechtigung für die Main Tour erhielt er über die Ein-Jahres-Rangliste, sodass er auf der Main Tour verbleiben konnte.

#### Saison 2017/18
Songsermsawad startete erst mit der 6-Red World Championship in die Saison, wo er nach überstandener Gruppenphase im Achtelfinale gegen Michael Holt ausschied. Bei den Indian Open erreichte er ebenfalls das Achtelfinale, wo er mit 2:4 gegen Liam Highfield ausschied. Nach zwei Auftaktniederlagen bei den World Open und den European Masters besiegte er bei den English Open Matthew Bolton und Joe Swail und verlor in der Runde der letzten 32 mit 3:4 gegen Anthony McGill. Auch beim darauffolgenden International Championship erreichte er die Runde der letzten 32, diesmal unterlag er Martin O’Donnell mit 5:6. Diese Serie setzte er bei den Shanghai Masters und bei den Northern Ireland Open fort, beide Male verlor er in ebenjener Runde, erst gegen Martin Gould, dann gegen Mark Williams. Eine noch größere Überraschung für ihn war der UK Championship, wo er erst Fergal O’Brien, dann Michael Holt und schließlich in der Runde der letzten 32 gegen Barry Hawkins gewann. Im Achtelfinale traf er auf Ronnie O’Sullivan, der ihn in einem engen Match mit 5:6 besiegte. Bei den Scottish Open und beim German Masters verlor er jeweils in der Qualifikation. Das nächste Viertelfinale erreichte er beim Snooker Shoot-Out, wo er gegen Martin O’Donnell ausschied. Bei den Welsh Open kam er in die Runde der letzten 32, wo diesmal gegen Ian Burns Schluss war. Nach einer Niederlage in der Qualifikation für die China Open erreichte er die zweite Qualifikationsrunde der Snookerweltmeisterschaft, wo er mit 2:10 gegen Graeme Dott verlor. Songsermsawad beendete die Saison auf Weltranglistenplatz 76.

#### Saison 2018/19
Nach einer Niederlage in der Qualifikation für das Riga Masters erreichte er mit der Runde der letzten 64 die erste Hauptrunde der Saison 2018/19. Er verlor 2:5 gegen Barry Hawkins. Bei der 6-Red World Championship erreichte er das Halbfinale, wo er dem späteren Sieger Kyren Wilson mit 5:7 unterlag. Nach einer Qualifikationsniederlage bei den Indian Open kam er beim China Championship in die erste Hauptrunde, wo er Mark Selby mit 3:5 unterlag. Nach einer erneuten Niederlage in einer Turnierqualifikation, diesmal bei den European Masters, konnte er Kyren Wilson in der ersten Runde der English Open besiegen Anschließend unterlag er Anthony McGill mit 0:4. Beim International Championship besiegte er nach überstandener Qualifikation den amtierenden Weltmeister Mark Williams und Zhou Yuelong. Im Achtelfinale unterlag er Ali Carter mit 4:6.
2022 verlor er seinen Profistatus, zwei Jahre später kehrte er auf die World Snooker Tour zurück.